# Mare (Sorolla)
Mare és un quadre de 1895 del pintor valencià Joaquim Sorolla realitzat en oli sobre llenç. Les seves dimensions són de 125 × 169 cm. Aquesta pintura és una de les més belles i misterioses de Sorolla. Es troba al Museu Sorolla de Madrid.
És una composició minimalista que mostra en una escena íntima a la dona de l'artista, Clotilde, amb la seva filla nounada al seu costat, ficades al llit i gairebé totalment tapades amb un cobertor blanc de gran grandària.
L'ús de la llum és excepcional, mostrant una penombra fresca que envolta l'escena com una benedicció. Sorolla expressa la seva capacitat per transmetre intenses sensacions físiques i climes anímics. La composició, l'enquadrament i el tractament pictòric són d'una rotunda modernitat, propera en aquest cas al modernisme català.